# Завтрак гребцов
«Завтрак гребцов» (фр. Le Déjeuner des canotiers, англ. Luncheon of the Boating Party) — картина французского художника Пьера Огюста Ренуара (Pierre-Auguste Renoir, 1841—1919), написанная в 1880—1881 годах.

## История
Картина была написана в ресторане Фурнез, расположенном на острове на реке Сена, находящемся в Шату, немного к западу от Парижа. Ренуар любил это место — здесь был написан не только «Завтрак гребцов», но и некоторые другие картины.
В феврале 1881 года картина была куплена у Ренуара известным маршаном Полем Дюран-Рюэлем (Paul Durand-Ruel) за 15 000 франков, что было достаточно высокой ценой для того времени. После смерти Дюран-Рюэля, в 1923 году его сыновья продали картину за 125 000 долларов известному американскому коллекционеру Дункану Филлипсу, после чего она так и осталась в его коллекции. С 1930 года эта коллекция переехала в здание в районе Dupont Circle в Вашингтоне, которое с тех пор используется как художественный музей — Собрание Филлипса (англ. The Phillips Collection).

## Описание
Фактически картина представляет собой групповой портрет встречи друзей. Царит радостная, непринуждённая обстановка, нет никакой парадности, все находятся в естественных, случайных позах. За перилами видна густая зелень, за которой проглядывает река Сена. На картине Ренуар изобразил многих своих друзей и знакомых на террасе:
|  | Гюстав Кайботт (Gustave Caillebotte)     | известный художник и маршан, собиравший коллекцию картин импрессионистов                                                        |
|  | Алина Шариго (Aline Charigot)            | натурщица Ренуара и его будущая жена                                                                                            |
|  | Альфонс Фурнез (Alphonse Fournaise)      | сын владельца ресторана Фурнез, который отвечал за прокат лодок; иногда употребляется двойное имя Жюль-Альфонс (Jules-Alphonse) |
|  | Поль Лот (Paul Lhôte)                    | близкий друг Ренуара, искатель приключений, журналист и писатель                                                                |
|  | Жанна Самари (Jeanne Samary)             | актриса, модель нескольких полотен Ренуара                                                                                      |
|  | Эллен Андре (Ellen Andrée)               | актриса, натурщица Мане, Дега и Ренуара                                                                                         |
|  | Антонио Маджиоло (Antonio Maggiolo)      | итальянский журналист |
|  | Рауль Барбье (Raoul Barbier)             | барон, герой войны и бывший мэр Сайгона                                                                                         |
|  | Пьер Лестренге (Pierre Lestringuèz)      | работник министерства внутренних дел, близкий друг Ренуара                                                                      |
|  | Шарль Эфрусси (Charles Ephrussi)         | коллекционер, автор и издатель, выпускавший "Gazette des Beaux-Arts" (фр.), выходец из Одессы                                   |
|  | Жюль Лафорг (Jules Laforgue)             | поэт-символист и критик |
|  | Альфонсина Фурнез (Alphonsine Fournaise) | дочь владельца ресторана Фурнез, иногда употребляется двойное имя Луиза-Альфонсина (Louise-Alphonsine)                          |
|  | Анжель Лего (Angèle Legault)             | продавщица цветов, ставшая натурщицей, актрисой и певицей                                                                       |

## В кино
Картина послужила мотивом для французского сериала «Кракелюры» (фр. Le vernis craque — «Треснувший лак»), который был снят режиссёром Даниэлем Жанно в 2011 году.
Картина также появляется во французском фильме «Амели», где её копированием всю свою жизнь занимается старый художник Рэмон Дюфаэль, роль которого исполняет актёр Серж Мерлен.